# Концерт Queen у Харкові
Концерт Queen у Харкові — благодійний концерт британського рок-гурту «Queen» разом з британським співаком Полом Роджерсом, який відбувся на Майдані Свободи у Харкові 12 вересня 2008 року. Концерт став першим у турі «Rock the Cosmos Tour». Назвою та гаслом концерту став вислів «Life must go on!» (укр. Життя має тривати). Концерт було організовано фондом «АнтиСНІД» за підтримки організації «Mercury Phoenix Trust». Це був перший концерт «Queen» в Україні та один з двох, які пройшли на території України. Концерт відвідали, за різними оцінками, від 300 до 350 тисяч глядачів, що є рекордом відвідуваності концертів гурту «Queen». Пряму трансляцію концерту на телеканалі «Новий канал» переглянули понад 10 мільйонів глядачів.

## Передісторія
У 2004 році Браян Мей анонсував про початок співпраці «Queen» з британським співаком Полом Роджерсом, колишнім учасником гуртів «Free» та «Bad Company». Їхні спільні виступи анонсували як «Queen + Пол Роджерс» (англ. Queen + Paul Rodgers). У 2005—2006 роках вони разом відіграли світове турне під назвою «Return of the Champions Tour».
15 серпня 2006 року Мей на своєму вебсайті і через фан-клуб підтвердив, що «Queen + Пол Роджерс» почнуть роботу над новим альбомом, який отримав назву «The Cosmos Rocks». Альбом вийшов восени 2008 року. Одночасно гурт вирушив у тур під назвою «Rock the Cosmos Tour» і першим містом, у якому виступив гурт у рамках цього туру, став Харків. Цей концерт став єдиним благодійним концертом у турі. У турне кожен із гурту взяв із собою члена родини: Браян Мей — молодшу дочку Емілію, Роджер Тейлор — подружку, а Пол Роджерс приїхав із дружиною Синтією.

## Анонсування та підготовка
На початку липня 2008 року ЗМІ почали писати, що гурт «Queen» приїде до України та що концерт відбудеться на Майдані Незалежності у Києві, посилаючись на анонс нового концертного туру «Rock the Cosmos Tour», у якому було вказано, що тур розпочнеться з безкоштовного концерту у Києві у середині вересня. Але 27 серпня 2008 року голова фонду «АнтиСНІД» Олена Франчук анонсувала, що концерт відбудеться у Харкові — місті студентів, які найбільш вразливі перед вірусом СНІДу. Також вона зазначила, що переговори, щодо виступу в Україні тривали два місяці.

Метою концерту стало інформування людей та, зокрема, молоді про проблему розповсюдження СНІДу та про боротьбу з ним. Гурт «Queen» був вибраний для цього не дарма, адже їх фронтмен — Фредді Мерк'юрі, помер у 1991 році від бронхіальної пневмонії, спричиненої СНІДом.

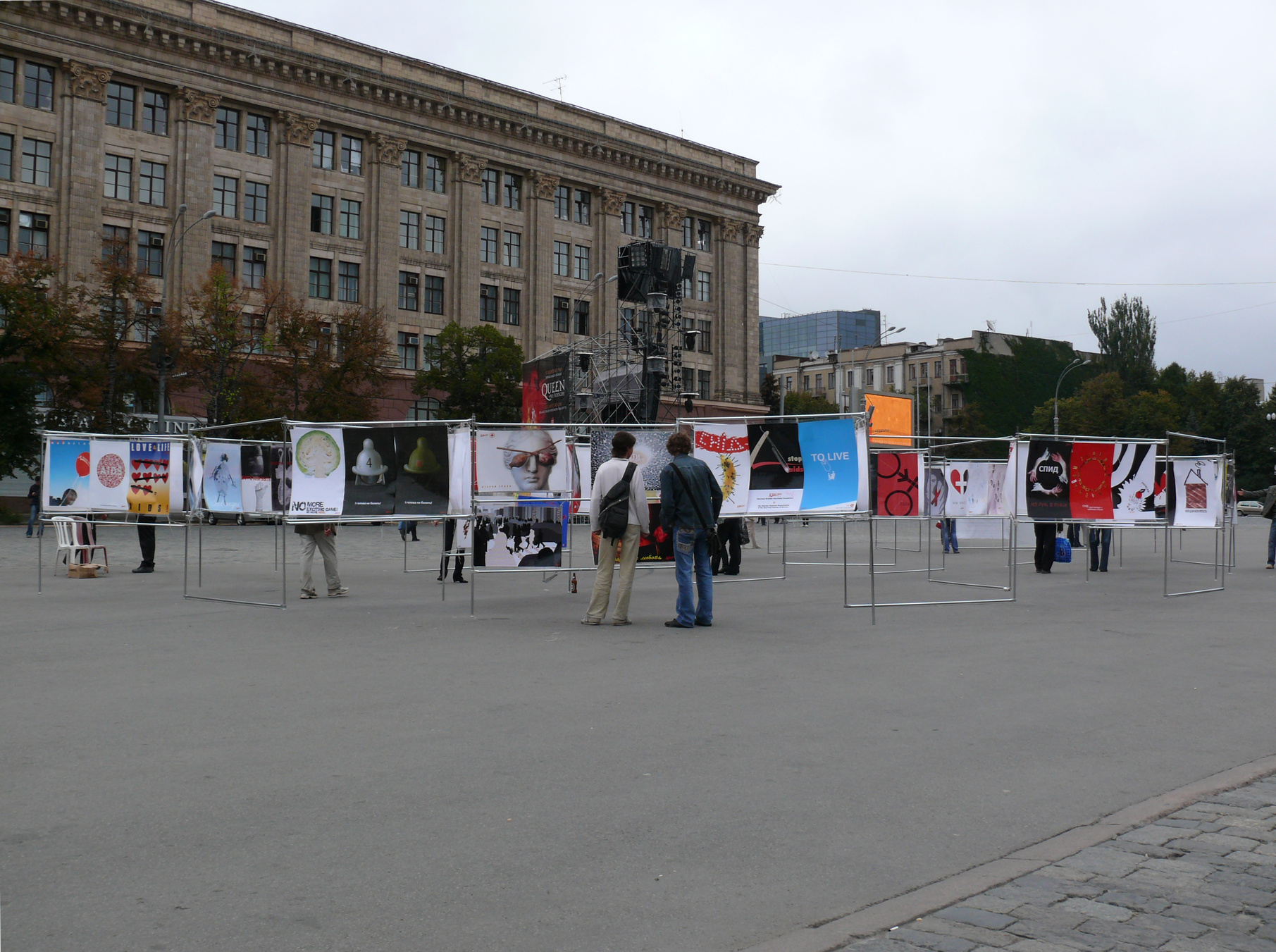
Виставка плакатів «АнтиСНІД» на Майдані Свободи перед концертом

За кілька днів до концерту у Харкові 210 волонтерів фонду «АнтиСНІД» роздали понад 60 тисяч презервативів та 146 тисяч флаєрів з інформацією про ВІЛ/СНІД та про те, як захиститися від вірусу і де можна протестуватися, а також на Майдані Свободи пройшла виставка плакатів присвячену проблемі СНІДу в Україні, організатором якої став харківський благодійний фонд «Червона стрічка».
Також недалеко від місця проведення концерту, 9 вересня, було проведено артпроєкт «Графіті проти СНІДу», у якому художники з усієї України протягом 72 годин малювали графіті. На площі 192 м² зображено портрети учасників групи і символи боротьби проти СНІДу (див. розділ «Графіті»).

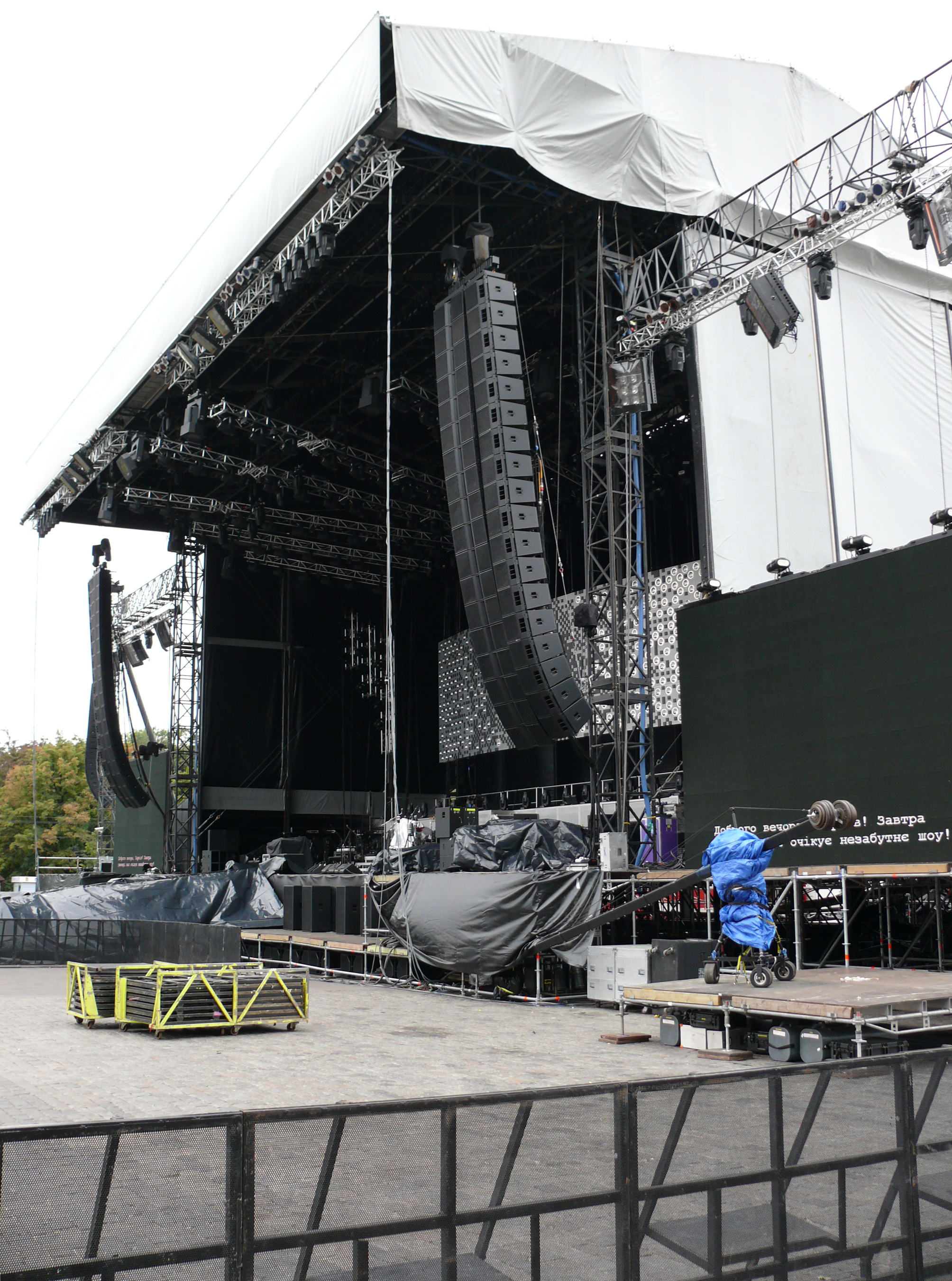
Монтування сцени перед концертом

Обладнання для концерту привезли двома літаками Ан-124 7 вересня у 12 сорокафутових контейнерах, а сам гурт прилетів у Київ 11 вересня та музиканти дали пресконференцію у готелі «Прем'єр Палас», а вже після вирушили до Харкова. Пол Роджерс на пресконференції сказав, що «Ми дуже раді зробити все можливе для підвищення обізнаності про СНІД, а також розпочати новий тур». Роджер Тейлор, своєю чергою сказав, що через хворобу «Гурт втратив вокаліста багато років тому, тому ми знаємо, що це може торкнутися будь-кого», а також відзначив, що раніше був в Україні з другом, вони їздили в Карпати кататися на лижах і відзначив доброзичливість наших людей.
У підготовці концерту було залучено близько 400 людей з різних країн. Вхід на концерт був вільний, але була створена VIP ложа, на вхід до якої продавалися квитки. Правопорядок забезпечували близько 2 тисяч працівників міліції, також до охорони долучали військовослужбовців та курсантів військових закладів вищої освіти.

## Концерт

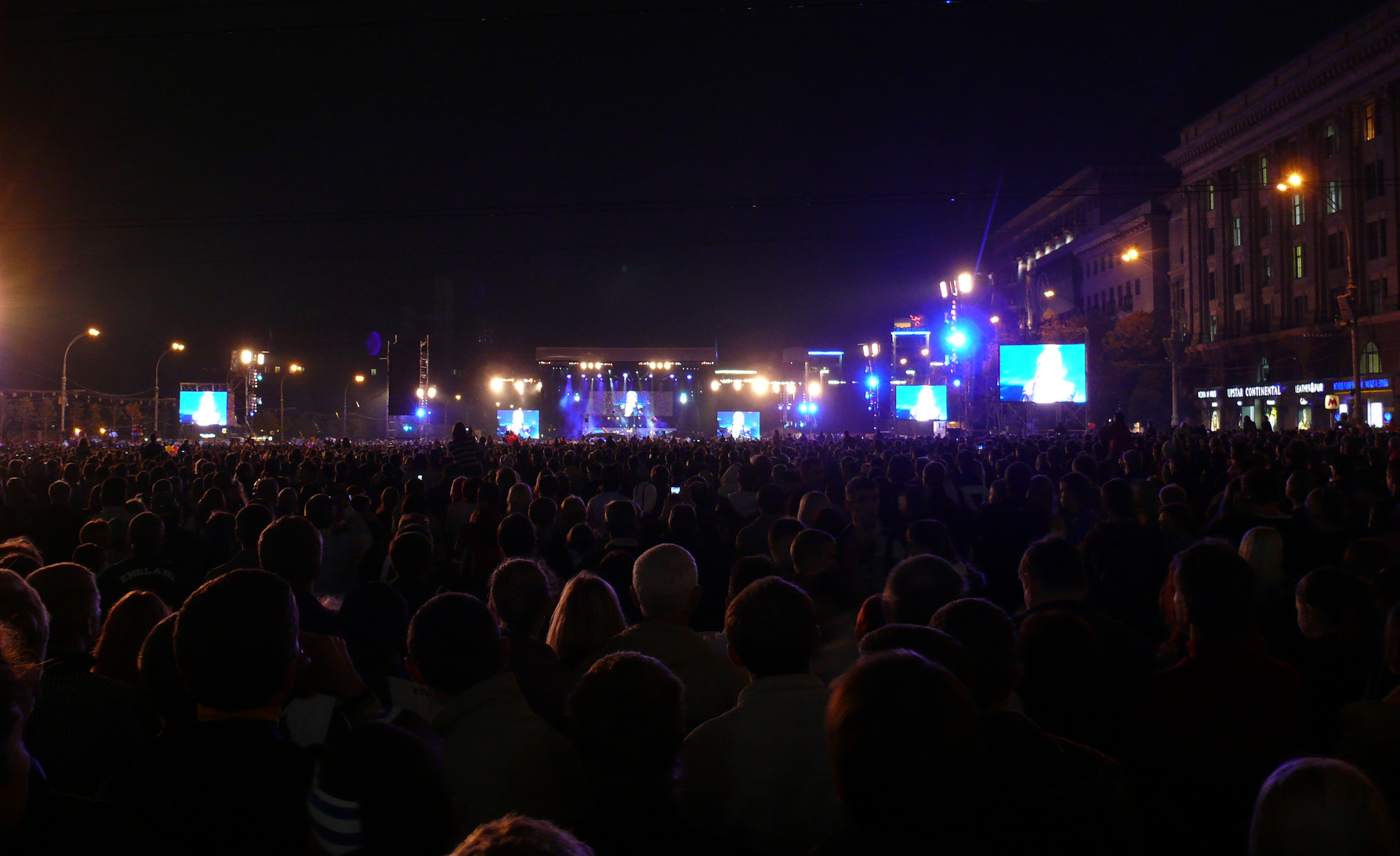
Фото з концерту

Початок концерту було анонсовано о 19:00, але розпочався він о 19:30 та тривав дві з половиною години. Гурт виконав 28 пісень з власного репертуару та репертуару колишніх гуртів Пола Роджерса — «Free» та «Bad Company», і чотири сольних композиції на гітарі та барабанах. Перед виконанням пісні «Love of My Life» (укр. Кохання мого життя) Браян Мей звернувся до публіки українською, сказавши «Заспіваймо!». Під час виконання композиції «Bohemian Rhapsody» (укр. Богемна рапсодія) на великих екранах показували архівні відео з Фредді Мерк'юрі і також звучав запис його співу цієї пісні з концерту «Live at Webley», який пройшов у 1986 році у Лондоні на стадіоні Вемблі. Також запис співу Мерк'юрі використали при виконанні пісні «Bijou» (укр. Скарб). Завершився концерт, традиційно, піснею «God Save the Queen» та феєрверком.
На цьому концерті «Queen» поставили власний рекорд відвідуваності — за різними оцінками, на концерті було від 300 до 350 тисяч глядачів.
Також на концерті збирали благодійні пожертви для Харківського обласного спеціалізованого будинку дитини «Зелений гай». Як вказано на сайті фонду «АнтиСНІД», станом на 25 вересня 2008 року вдалося зібрати 775 625 гривень.

### Враження музикантів від концерту
Після концерту Браян Мей написав у своєму блозі: «Це було перше шоу туру… Для 350 000 харків'ян… У це важко повірити… Ні, це не друкарська помилка! Понад чверть мільйона прекрасних мешканців Харкова зібралися на площі Свободи та запалили! Вони скандували, кричали, сміялися і плакали… Це була зустріч, яку важко собі уявити. Ми були натхнені, вражені і навіть часом занадто емоційні… Це був концерт з купою спонтанних і часом безрозсудних моментів (декілька раз ми навіть спеціально припустилися помилок, щоб всі зрозуміли, що це справжній концерт наживо. Ха-ха!) Я думаю ми всі відчули, що це була одна з найбільш пам'ятних ночей у нашому житті! Дякую вам, чудові українці!».
16 вересня у блозі Браяна Мея з'явився допис, у якому музиканти поділилися враженнями від концерту:
| | Наше шоу в Харкові стало незабутнім досвідом... Однією з тих рідкісних речей у житті, коли розумієте, що ви ніколи їх не забудете. Це була зустріч у Музиці, але також і доленосне об’єднання для боротьби зі спільним ворогом… ВІЛ/СНІД…. Ми вважали за честь бути частиною цього ключового моменту на шляху України… А публіка? Чудово!! Я сподіваюся, що ми повернемося колись. Здоров'я! І багато любові! |
| — Браян Мей Оригінальний текст (англ.) Our show in Kharkiv was an unforgettable experience…one of those rare things in life which you know you will never forget. It was a meeting in Music, but also a fateful coming together to fight a common enemy… HIV AIDS.... we felt privileged to be part of this pivotal point in Ukraine’s journey… And the audience ? Stupendous!! I hope we will be back some day. Cheers ! and Much Love | |

| | Ми хотіли б сказати велике спасибі народу України за такий чудовий прийом Queen через стільки років. Сподіваємося, що концерт допоміг донести до всіх людей повідомлення про жахливу загрозу ВІЛ/СНІДу! Ми пережили велику втрату нашого дорогого співака Фредді Мерк’юрі – ми сподіваємося, що така втрата не трапиться з вами. Будьте добрі до себе – будьте обережні – будьте живі! |
| — Роджер Тейлор Оригінальний текст (англ.) We would like to say a big thank you to the people of the Ukraine in giving Queen such a wonderful welcome after so many years. We hope the concert helped to bring a message of awareness of the terrible threat of HIV/AIDS to all the people! We have suffered the great loss of our dear singer Freddie Mercury – we hope this kind of loss does not happen to you. Be kind to yourselves – be careful – be alive! | |

| | Найдивовижніший спосіб почати тур із 350 000 шанувальників, які вітають нас в Україні. Дякуємо всім, хто прийшов і був разом з нами. Джим Біч, менеджер Queen, вважає, що наше повідомлення про СНІД отримали 10 мільйонів! Сподіваюся, ми торкнулися цих сердець і розумів, і я молюся, щоб це змінило ситуацію. |
| — Пол Роджерс Оригінальний текст (англ.) A most amazing way to start the tour with 350,000 fans to greet us in the Ukraine. To all who came out and rocked with us thank you. Jim Beach, Queen’s manager, believes that our AIDS Awareness message was received by 10 million! Hopefully we touched those hearts and minds and I pray that it makes a difference. | |

### Запис концерту
У жовтні того ж року, Браян Мей написав на вебсайті гурту інформацію, що запис цього концерту покажуть у близько 300 кінотеатрах по всій Америці. Показ відбувся 6 листопада.
1 грудня 2008 року в Україні у 30 кінотеатрах відбувся прем'єрний показ кіноверсії концерту для преси.
У 2009 році гурт випустив концертний альбом, під назвою «Live in Ukraine» з записом з цього концерту.
19 березня 2022 року запис концерту був оприлюднений на Youtube сторінці гурту та було розпочато збір пожертв на користь Управління Верховного комісара ООН у справах біженців як гуманітарна допомога постраждалим від повномасштабного російського вторгнення.

## Список композицій
На концерті були виконані наступні композиції:
| #   | Назва                                    | Виконання                 | Тривалість |
| --- | ---------------------------------------- | ------------------------- | ---------- |
| 1.  | «Cosmos Rocks» (Intro)                   |                           |            |
| 2.  | «One Vision»                             | Пол Роджерс               |            |
| 3.  | «Tie Your Mother Down»                   | Роджерс                   |            |
| 4.  | «The Show Must Go On»                    | Роджерс                   |            |
| 5.  | «Fat Bottomed Girls»                     | Роджерс                   |            |
| 6.  | «Another One Bites the Dust»             | Роджерс                   |            |
| 7.  | «Hammer to Fall»                         | Роджерс                   |            |
| 8.  | «I Want It All»                          | Роджерс                   |            |
| 9.  | «I Want to Break Free»                   | Роджерс                   |            |
| 10. | «A Kind of Magic»                        | Роджерс                   |            |
| 11. | «Seagull» (переспів «Bad Company»)       | Роджерс                   |            |
| 12. | «Love of My Life»                        | Браян Мей                 |            |
| 13. | «'39»                                    | Мей, Тейлор               |            |
| 14. | «Drum Solo»                              |                           |            |
| 15. | «I'm in Love with My Car»                | Роджер Тейлор             |            |
| 16. | «Say It's Not True»                      | Роджерс                   |            |
| 17. | «Wishing Well» (переспів «Free»)         | Роджерс                   |            |
| 18. | «Shooting Star» (переспів «Bad Company») | Роджерс                   |            |
| 19. | «Bad Company» (переспів «Bad Company»)   | Роджерс                   |            |
| 20. | «Guitar Solo»                            |                           |            |
| 21. | «Bijou»                                  | Фредді Мерк'юрі (запис)   |            |
| 22. | «Last Horizon»                           | Роджерс                   |            |
| 23. | «Crazy Little Thing Called Love»         | Роджерс                   |            |
| 24. | «C-lebrity»                              | Роджерс                   |            |
| 25. | «Feel Like Makin' Love»                  | Роджерс                   |            |
| 26. | «Radio Ga Ga»                            | Роджерс                   |            |
| 27. | «Bohemian Rhapsody»                      | Роджерс, Мерк'юрі (запис) |            |
| 28. | «Cosmos Rockin'»                         | Роджерс                   |            |
| 29. | «All Right Now» (переспів «Free»)        | Роджерс                   |            |
| 30. | «We Will Rock You»                       | Роджерс                   |            |
| 31. | «We Are the Champions»                   | Роджерс                   |            |
| 32. | «God Save the Queen» (у аранжуванні Мея) |                           |            |

## Учасники концерту
У концерті взяли участь:

### Основні учасники
| - Пол Роджерс — спів, акустична гітара; - Браян Мей — електрогітара, акустична гітара, спів, бек-вокал; - Роджер Тейлор — барабани, спів, бек-вокал; |

### Інші учасники
- Джеймі Мозес — електрогітара, акустична гітара, бек-вокал;
- Денні Міранда — бас-гітара, бек-вокал;
- Спайк Едні[en] — клавішні, бек-вокал.

## Графіті
Графіті у Харкові, створені з нагоди концерту у рамках арт-проєкту «Графіті проти СНІДу». У створенні стінописів взяли участь художники, які входять до складу артстудії «КУ-2», зокрема: Вікторія Кононенко, Олексій Орєхов, Ілля Кудиненко та інші. У серпні 2010 року паркан, на якому були намальовані графіті, знесли разом з малюнками.

## Виноски
1. ↑  Інший концерт відбувся у Києві 30 червня 2012 року за участю американського співака Адама Ламберта, їх анонсували як «Queen + Адам Ламберт».